# موهبتين (فلم هندي)
موهاباتين (بالهندية: मोहब्बतें) (بالإنجليزية: Mohabbatein) (بالأردية: محبتيں) (بالعربية: قصص الحب) هو فيلم موسيقي هندي من صنف الدراما والرومانسية صدر عام 2000 للمخرج أديتيا شوبرا. مقتبس من الفيلم الأمريكي مجتمع الشعراء الأموات (Dead Poets Society).
فيلم يحكي عن فتاة انتحرت بسبب عدم قبول والدها (اميتاب باتشان) ان تتزوج الشاب الذي تحبه (شاروخان) يعود شاروخان بعد سنوات إلى الجامعة التي طرده منها والد الفتاة بصفته مدير الجامعة ليضفي جو من السعادة إلى الجامعة بعد الجو الكئيب الذي كان من سنين طويلة ويتعرف على ثلاث شبان عاشقين ويساعدهم و تحدث احداث رائعة ومذهله فلكل شاب قصة معينة تكتشفوها في الفيلم